# خورخي أرانغو
خورخي أرانغو (بالإنجليزية: Jorge Arango؛ بالإسبانية: Jorge Arango) هو كاتب ومهندس معماري أمريكي وكولومبي، ولد في 29 نوفمبر 1917 في بوغوتا في كولومبيا، وتوفي في 21 أكتوبر 2007 في ميامي في الولايات المتحدة.